# Port lotniczy Paros
Port lotniczy Paros (IATA: PAS, ICAO: LGPA) – port lotniczy położony na wyspie Paros, w regionie Wyspy Egejskie Południowe, w Grecji.

## Linie lotnicze i połączenia
| Linia Lotnicza | Kierunek                                    |
| -------------- | ------------------------------------------- |
| Avanti Air     | Sezonowe czartery: 1. Klagenfurt 2. Graz    |
| Cycladic       | 1. Astipalea 2. Heraklion 3. Milos 4. Siros |
| Olympic Air    | 1. Ateny Sezonowo: 1. Saloniki              |
| Sky Express    | 1. Ateny Sezonowo: 1. Saloniki              |